# Deliathis nigrovittata
Deliathis nigrovittata là một loài bọ cánh cứng trong họ Cerambycidae.